# 非行
非行（1970年12月6日—），原名李文兵，广东深圳人，中国电视、电影导演和编剧，主要作品为《守望者：罪恶迷途》和《全民目击》。

## 生平
他毕业于安徽艺术学院的民族音乐专业，后来他在深圳组建了自己的摇滚乐队并担任吉他手。之后又转战到香港，在各个影视片场边做边学，以实现当导演的愿望，并在那里遇到了对他影响很大的一位前辈。1999年开始做环境相对宽松的电视剧的剧本工作，于是逐渐就有了后来的《暴风法庭》、《非常报道》、《美梦人生》等电视剧。2010年其执导的首部电影作品《守望者》上映。
他将执导《鬼吹灯》电影三部曲。

## 作品

### 电视剧
- 2001年 《暴风法庭》编剧
- 《真相背后》编剧
- 2007年 《美梦人生》导演/编剧
- 《非常报道》导演/编剧
- 2010年 《单身妈妈的苦涩浪漫》

### 电影
- 2010年 《守望者：罪恶迷途》导演/编剧
- 2013年 《全民目击》导演/编剧
- 2018年 《云南虫谷》导演

## 奖项
- 2013年，第五届万象国际华语电影节：「最佳青年导演」–《全民目击》[4]